# Скориноведение
Скориноведение — это область исторических исследований, которая изучает жизнь, деятельность и творческое наследие восточнославянского и белорусского первопечатника, философа, гуманиста, медика Франциска Скорины (1486—1551).
Скориноведение отличается междисциплинарным подходом, использующим методы различных дисциплин, таких как, история, историография, интеллектуальная история, искусствоведение, лингвистика, философия.
Скориноведение берет своё начало ещё в XVII веке в связи с разрозненными упоминаниями историков и эрудитов о книгах Ф. Скорины. Во второй половине XVIII века интерес к наследию Скорины существенно возрастает, в 1776 г. И. Бакмейстер посвящает отдельные страницы изданиям Скорины «Апостол» и «Пятикнижие», в 1786 г. издания Скорины изучают такие исследователи, как П. А. Алексеев и И. М. Штриттер. Начиная с 1791 г. известный чешский филолог и общественный деятель Й. Добровский выдвигает ряд гипотез о месте типографии Скорины, о языке произведений и его биографии в своих произведениях и особенно в опубликованной посмертно переписке.
На протяжении конца XVIII — начала XIX веков многие историки в Российской империи, в том числе и в Польше, высказываются в связи экземплярами и языком скориновских изданий (А. Л. Шлёцер, В. С. Сопиков, П. И. Кёппен, К. Ф. Калайдович, С. Б. Линде, Е. С. Бандтке, Е. А. Болховитинов, Н. М. Карамзин, П. М. Строев, М. П. Погодин и др.) Во второй половине XIX века множатся работы, описывающие издания и язык Скорины (А. Е. Викторов, И. И. Первольф, Е. Ф. Карский). В 1878 г. И. П. Каратаев в «Описании славяно-русских книг, напечатанных кирилловскими буквами. 1491—1730», уделяет творчеству Скорины уже десятки страниц.
Настоящий прорыв в скориноведении происходит в 1888 г., когда П. В. Владимиров издаёт свою монографию «Доктор Франциск Скорина: Его переводы, печатные издания и язык» (СПб., 1888), впервые подытожившую вековые упоминания и исследовательские версии о Скорине и проанализировавшую все известные к тому времени его книги.
К началу XX века сведения о Скорине публикуются во всех крупнейших энциклопедических изданиях, в том числе и за рубежом.
С началом революционных событий в Российской империи скориноведение переходит на качественно новый уровень, связанный не только с поиском, сравнительной характеристикой и интерпретацией памятников книгопечатания Скорины отдельными специалистами, но и с приданием имени Скорины значения национального символа. Это движение начинается с подготовки празднования 400-летия начала книгопечания в 1917 г. и многочисленными публикациями о Скорине в белорусских средствах массовой информации (например, «Гомон», «Вольная Беларусь», «Чырвоны шлях»), где печатались такие видные деятели науки и литературы, как Е. Ф. Карский, В. У. Ластовский, В. М. Игнатовский, М. Горецкий и др.
Последующие, 1925—1926 годы отмечены новыми торжествами, посвящёнными 400-летию книгопечания, за основу которого был взят 1525 — год предполагаемого основания типографии в Вильно (ныне в скориноведении установлена другая дата — 1522, год выхода «Малой подорожной книжки»). Среди праздничных мероприятий особенно заметным событием было проведение конференции и издание сборника её материалов «400-лецце беларускага друку». Здесь увидели свет ключевые для скориноведения статьи — первая после исследования П. В. Владимирова историографически полная «Скориниана» В. И. Пичеты, «Гравюры і кніжныя аздобы ў выданнях Францішка Скарыны» Н. Н. Щекотихина и др.
С поражением политики белоруссизации и началом опустошительных репрессий против интеллигенции Беларуси, скориноведение практически прекращается на территории республики вплоть до окончания Второй мировой войны.
Со второй половины 1930-х гг., в Чехии, начинает свои публикации о Скорине историк-эмигрант А. В. Флоровский, доказавший несомненное влияние Чешской Библии (Библии, изданной в Венеции в издательстве П. Лихтенштейна в 1506 году) на язык скориновских изданий, а также установивший возможность работы Скорины королевским садовником в Праге в конце жизни (по документу 1552 г., выданному королем Фердинандом I сыну Ф. Скорины Симеону). Именно Флоровский вновь привлекает внимание научной общественности к факту возможного путешествия Ф. Скорины в Москву после первых публикаций Й. Фидлера и И. Первольфа. В целом следует отметить видный вклад белорусских деятелей скориноведения, работавших за рубежом. Открытия В. Тумаша, Я. Садовского, А. Надсона, благодаря которым стало известно о пребывании Скорины в должности секретаря короля Дании или о годе издания в виленской типографии «Малой подорожной книжки» — 1522, трудно переоценить. В то же время в самой Беларуси исследования в области скориноведения в послевоенный период встречали большие трудности. Как писал видный представитель скориноведения Е. Л. Немировский, «Жупел обвинения в национализме маячил перед каждым, кто хотел коснуться этой полузапретной темы» (Немировский 1990, с. 61). Тем не менее, благодаря работам В. В. Аниченко, В. В. Чепко, Н. О. Алексютовича, В. М. Конона, С. А. Подокшина, а также позднее В. И. Дорошкевича, О. А. Лойко, В. А. Чемерицкого, В. Ф. Шматова, А. И. Мальдиса, Е. Л. Немировского, Г. Я. Голенченко в Беларуси начинают складываться исследовательские школы скориноведения, ориентированные на различные подходы — лингвистические, историко-культурные, философские и литературоведческие.
Хрущевская «оттепель» и некоторая либерализация историографии создали необходимые условиях для возрождения общественного интереса к скориноведению. Об этом свидетельствуют и широкие празднования 450-летия белорусского книгопечатания в 1967 г., и многочисленные публикации, среди которых работы С. Х. Александровича, А. Н. Булыко, А. И. Грицкевича, С. К. Майхровича, Я. И. Порецкого, Г. Я. Голенченко. Следующей вехой в скориноведении были мероприятия, посвящённые празднованию в 1986—1990 гг. 500-летнего юбилея Скорины. Результатом стали многочисленные издания, среди которых выделяются фундаментальные исследования и собрания, ставшие референциальными в скориноведении — сборники документов и материалов о Скорине, собрания сочинений Скорины, библиография.